# Ranunculus marschlinsii
Ranunculus marschlinsii Steud. – gatunek rośliny z rodziny jaskrowatych (Ranunculaceae Juss.). Występuje endemicznie na francuskiej wyspie Korsyce. 

## Morfologia
PokrójBylina o włóknistych, smukłych i nagich pędach. Dorasta do 5–20 cm wysokości.
LiściePrawie wszystkie liście są odziomkowe. Są potrójnie klapowane. Brzegi są głęboko ząbkowane przy wierzchołku.
KwiatyMają żółtą barwę. Są małych rozmiarów – dorastają do 10–13 mm średnicy. Działki kielicha są rozłożone i nagie. Dno kwiatowe również jest owłosione. Słupki mają półkulistą główkę.
Owoce

## Biologia i ekologia
Rośnie w wilgotnych miejscach na brzegach strumieni. Występuje na wysokości od 1500 do 2600 m n.p.m. Kwitnie od czerwca do sierpnia. 